# Ковтун Павло Костянтинович
Ковтун Павло Костянтинович — канадський фізик українського походження, спеціаліст з квантової теорії поля, автор межи Ковтуна—Сона—Старинця та формалізма Бемфіки—Дісконци—Норони—Ковтуна.

## Біографія
Павло Ковтун народився 16 листопада 1976 року. 1993 року він закінчив школу № 62 в місті Харкові.
Навчався на фізико-технічному факультеті Харківського університету, на кафедрі теоретичної ядерної фізики. В 1996—1999 займався науковою роботою під керівництвом Ігора Олександровича Гірки. 1999 року захистив дипломну роботу «Вплив гвинтової неоднорідності утримуючого магнітного поля на поширення та конверсію МГД у прямому стеллараторі» та отримав диплом з відзнакою.
В 1999—2004 роках навчався в аспірантурі в університеті штату Вашингтон в місті Сієтл, займаючись квантовою теорією поля та прикладною теорією струн під керівництвом Лоуренса Г. Яффі.
З 2004 по 2007 рік працював науковим співробітником в Каліфорнійському університеті в Санта-Барбарі.
З 2007 року працює в університеті Вікторії в Канаді.
Роботи відносяться до галузі квантової теорії поля, релятивістської гідродинаміки, кварк-глюонної плазми, фізики чорних дір.
2004 року запропонував межу Ковтуна—Сона—Старинця — граничне значення для відношення в'язкості до густини ентропії.